# Motu Akea
Motu Akea – wysepka wchodząca w skład atolu Fakaofo należącego do Tokelau.